# Sedmiramenný svícen (Brno)
Brněnský sedmiramenný svícen je lité dílo nacházející se ve Starobrněnském klášteře, které pochází nejspíše z konce 15. století či počátku 16. století. Svícen je mimo zvony jedním z nejstarších litých uměleckých děl v Brně a mimo fragment Milánského svícnu jediným svého druhu v Česku.

## Popis
Svícen má zužující se válcovitý dřík s kruhovou podstavou, na jehož spodní části je šest prstenců. Z podstavy dříku vybíhají tři zvířecí hlavy, celý svícen stojí na osmibokém kameni s profilovanou horní hranou, do níž jsou zvířecí hlavy zapuštěny. Dřík je dále rozdělen šesti výraznými prstenci, ve střední části navíc tenkými prstenci mezi nimi. Z třetího až pátého prstence vybíhají osově souměrně ze strany ramena, jejichž zahnutí připomíná tvar oslího hřbetu. Ramena s osmibokým průřezem jsou rovněž rozdělena prstenci, vnější ramena čtyřmi, prostřední třemi a vnitřní jen dvěma. Délka ramen se směrem ke středu zkracuje, takže jejich konce jsou v jedné rovině. Konce ramen jsou zakončeny miskami, přičemž prostřední je větší, a mezi sebou propojeny pruty s prolamovanými oblouky. Na svícnu se nenachází žádné nápisy či značky.

### Rozměry
Celková šířka svícnu je 2 m, výška činí 3,3 m. Kamenný podstavec má průměr 95 cm, malé misky mají průměr 22 cm a velká miska uprostřed má průměr 30 cm.

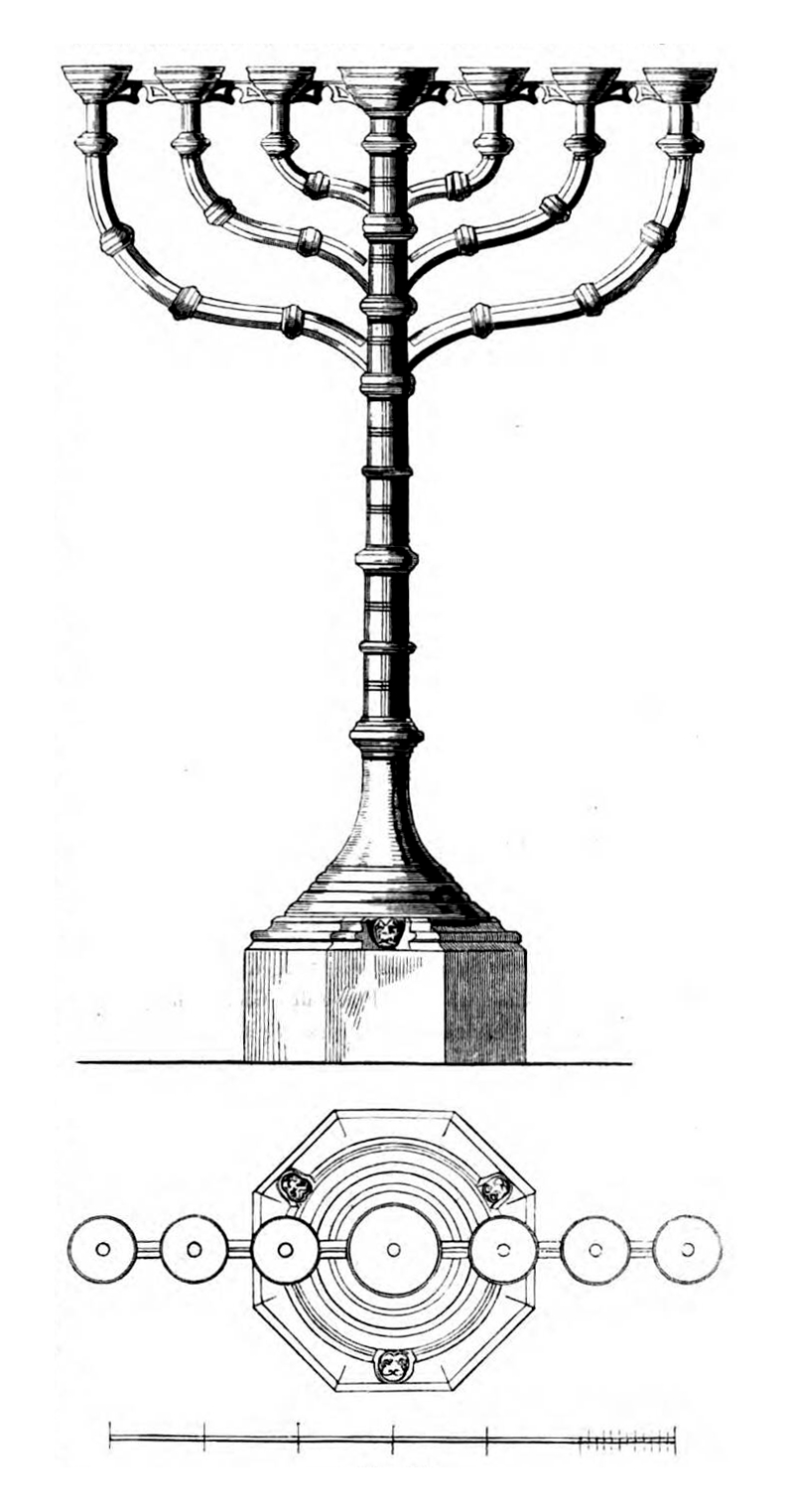
Nárys a půdorys svícnu
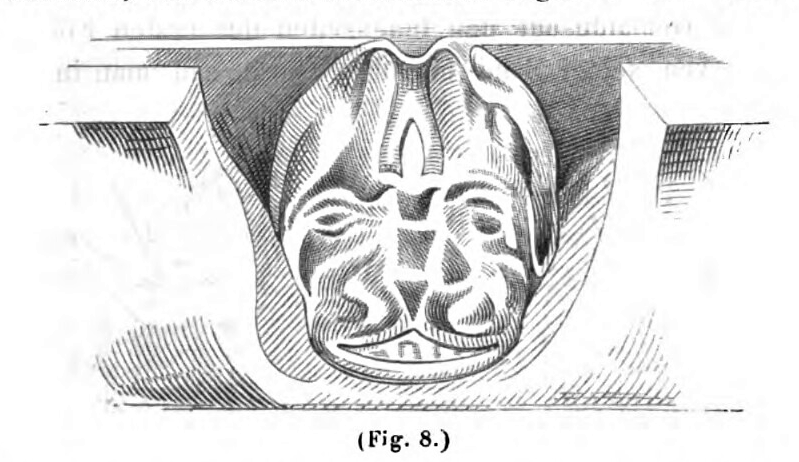
Kresba zvířecí hlavy
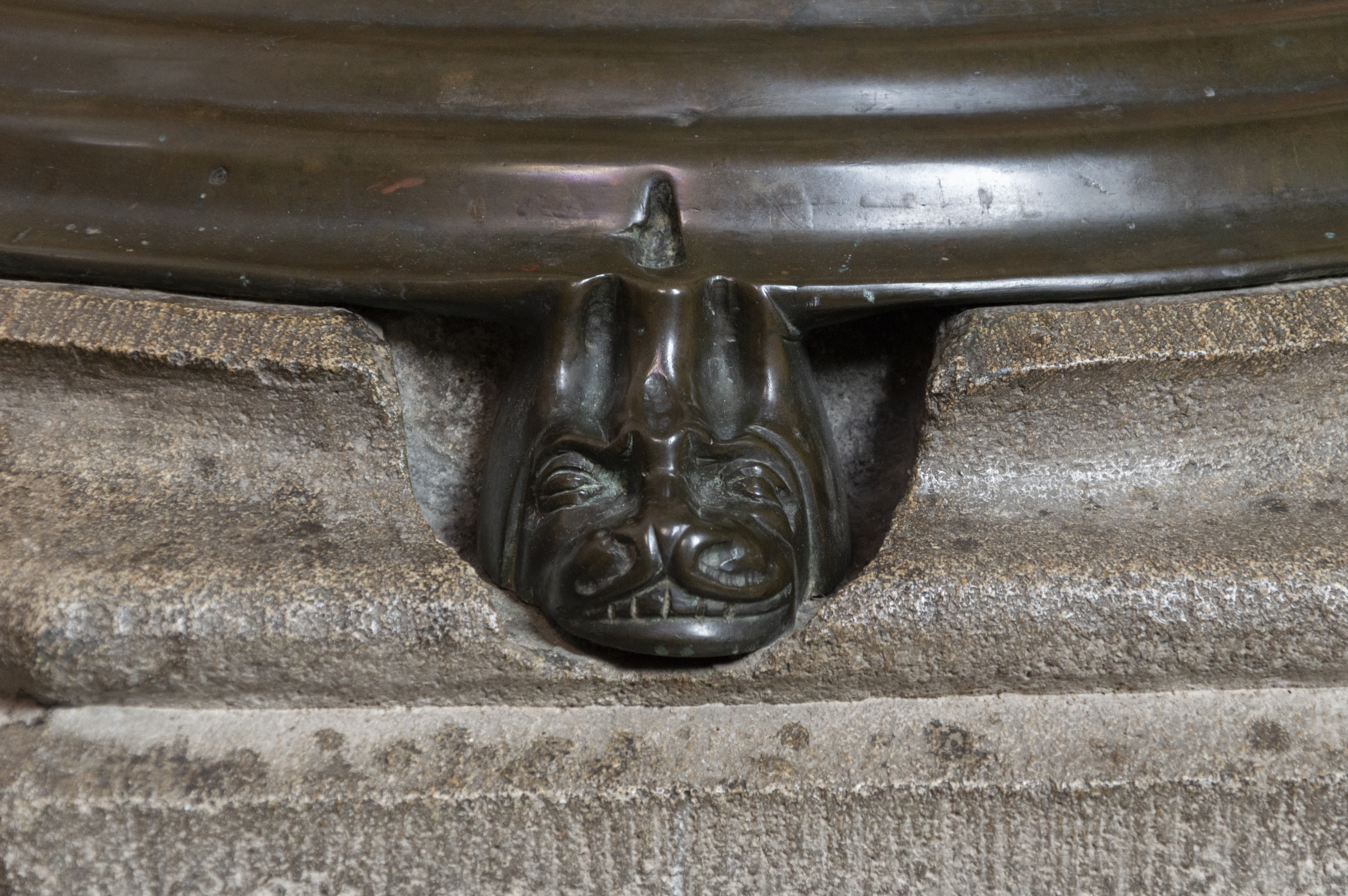
Detail hlavy
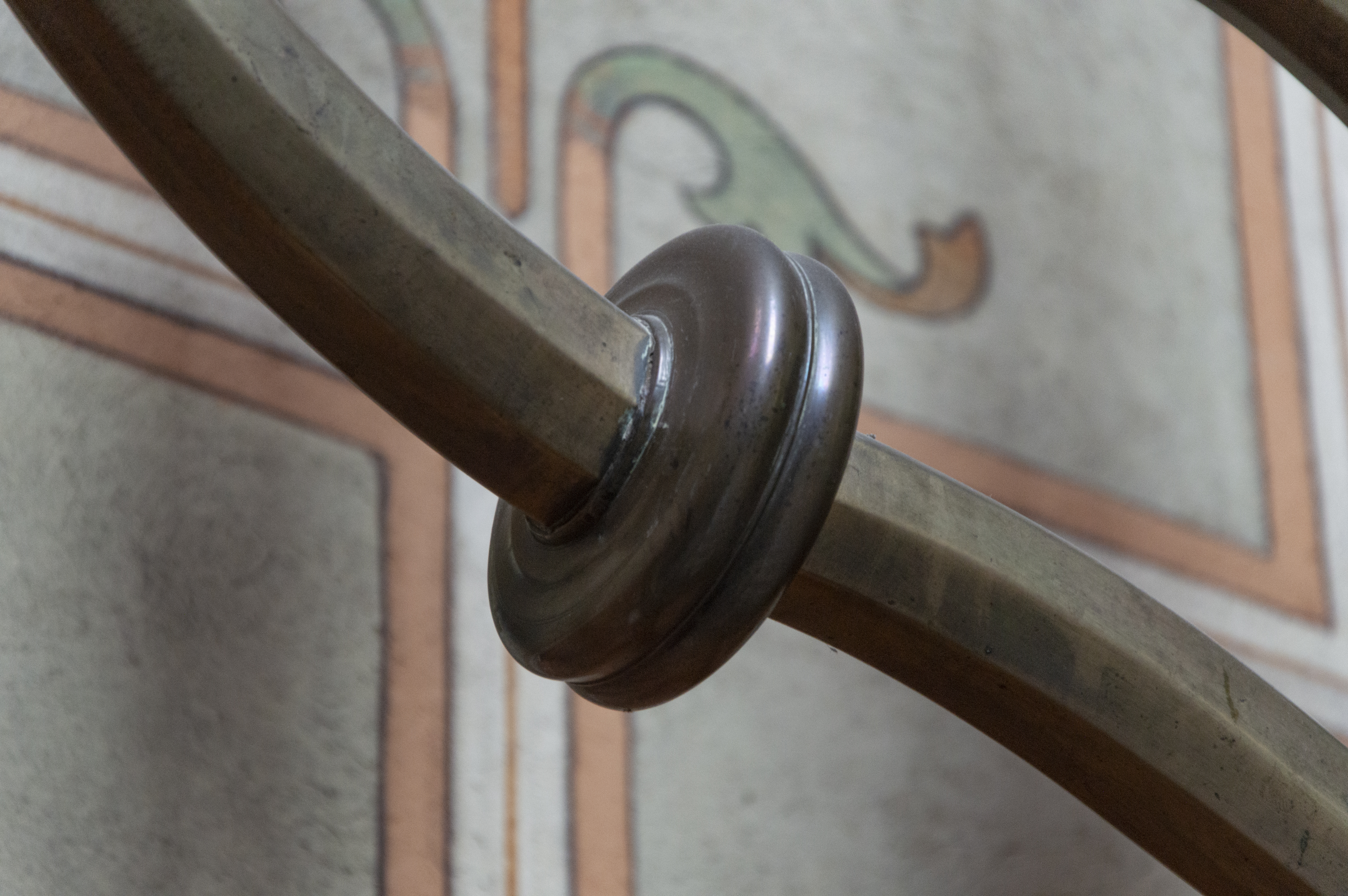
Detail prstence
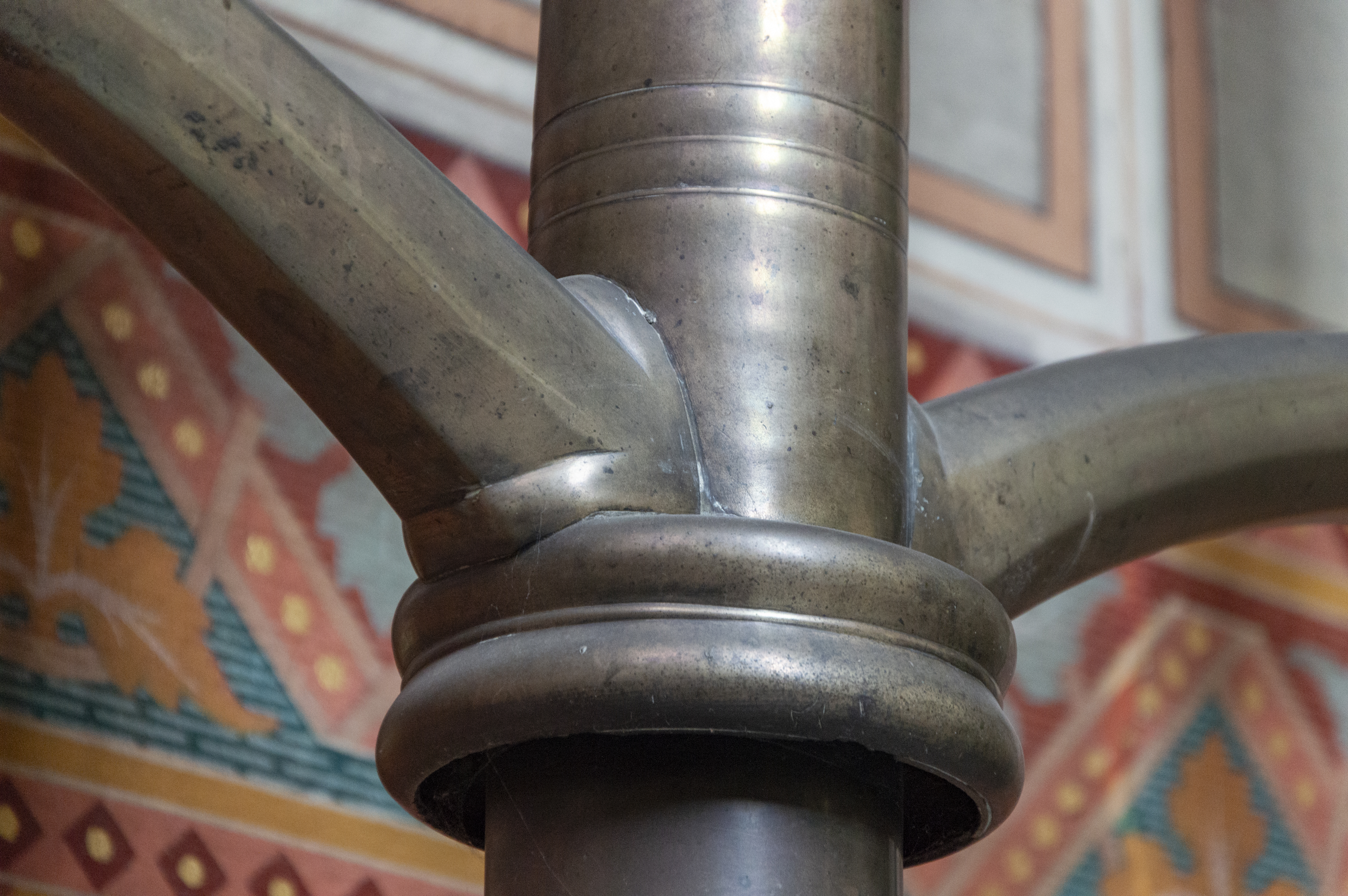
Detail rozvětvení
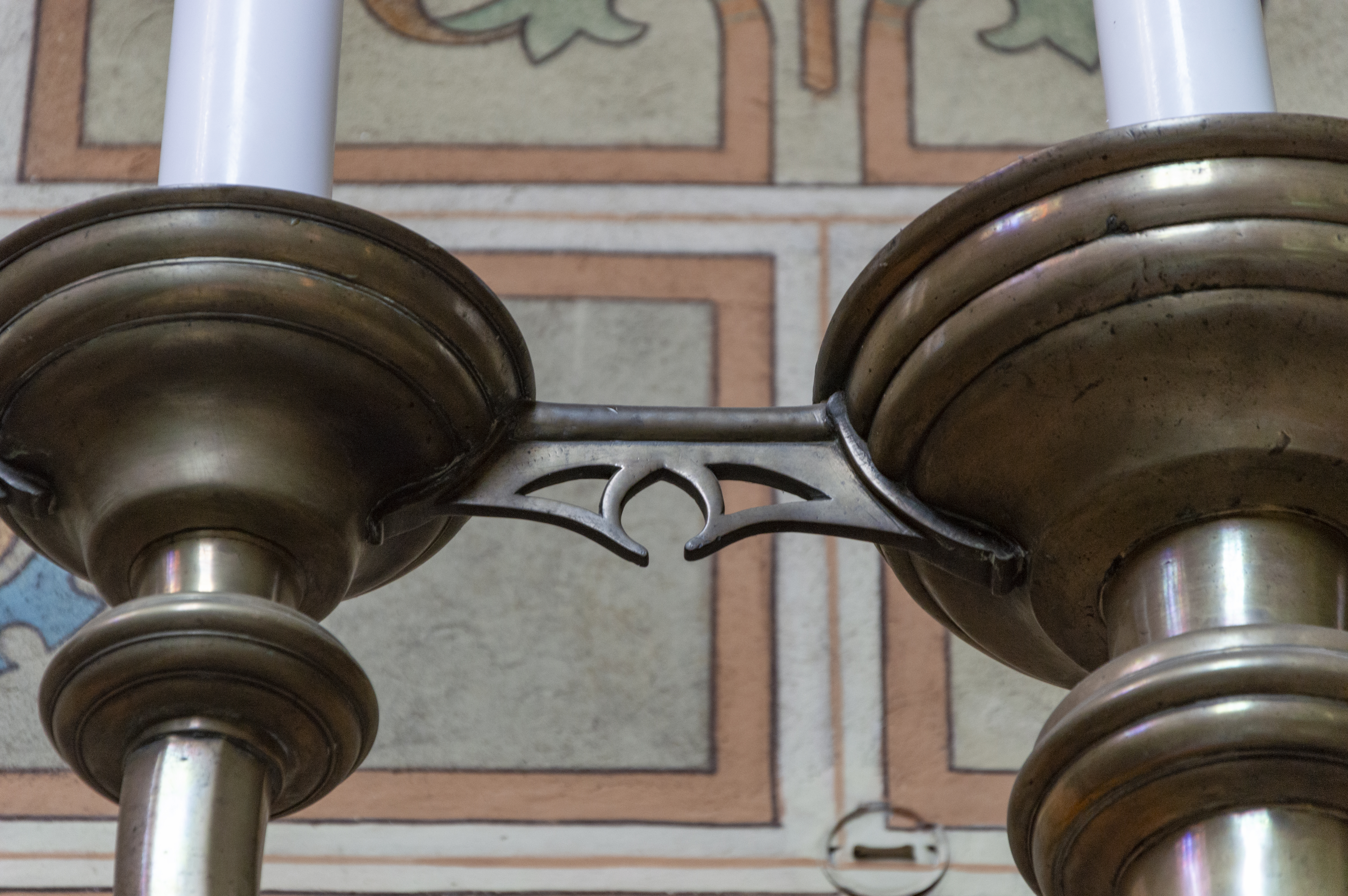
Detail propojení misek

## Historie
Původ a datace svícnu není jasná. V prvním článku o svícnu je jeho vznik umístěn do první poloviny 15. století. V současnosti převládá názor, že vznikl na konci 15. či začátku 16. století. Není známo kdo mohl svícen objednat. August Prokop uvádí tradici, podle které je svícen darem markraběte Jana Jindřicha augustiniánům a pochází tak z jeho doby. Někdy se uvádí, že svícen daroval bratr Jana Jindřicha král Karel IV., který nově založenému klášteru sv. Tomáše daroval roku 1356 obraz madony. Svícen byl po zrušení kláštera u kostela sv. Tomáše přesunut na Staré Brno.

### Umístění
Svícen byl pravděpodobně umístěn v chóru kostela, nejspíše před oltářem, později stál před středním pilířem kruchty a následně byl přesunut k jihozápadní zdi transeptu poblíž sakristie, kde stojí dosud.

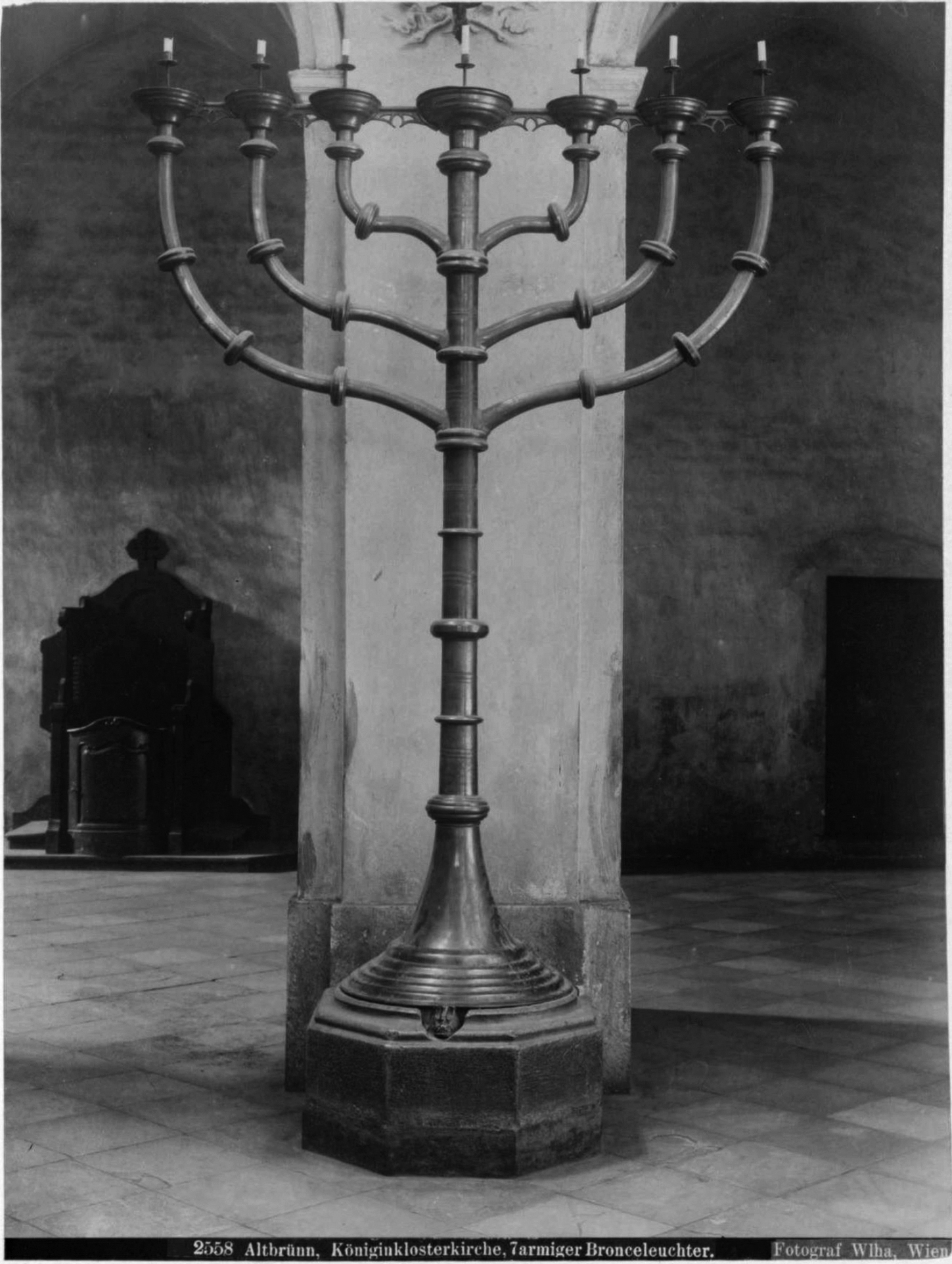
Fotografie od Josefa Wlhy, před rokem 1896

## Styl
Svícen svým počtem ramen následuje biblický vzor zlatého sedmiramenného svícnu z Šalamounova chrámu v Jeruzalémě. Podobné svícny se objevují v kostelích od raného středověku až do konce 16. století. Tvar svícnu je jednoduchý a jeho zdobení střídmé, což narušují zvířecí hlavy na postavě. Na základě celkového tvaru, tupých profilů a prolamovaných oblouků datuje profesor architektury Hanns Petschnigg svícen do 15. století. Lüer a Creutz zařadili svícen do 14. století společně se svícny z Frankfurtu nad Odrou (1375), Lüneburgu (1400), Gandersheimu (před 1433) či Halberstadtu (1475), nejspíše bez znalosti jejich datace, a brněnský svícen označují za jihoněmecký. Peter Bloch na základě vzhledu datuje svícen do konce 15. století, což přebírá i Bohumil Samek. Bloch tak činí na základě zařazení brněnského svícnu do početné severoněmecké skupiny gotických svícnů, avšak nelze jej přesněji zařadit jelikož se vymyká.

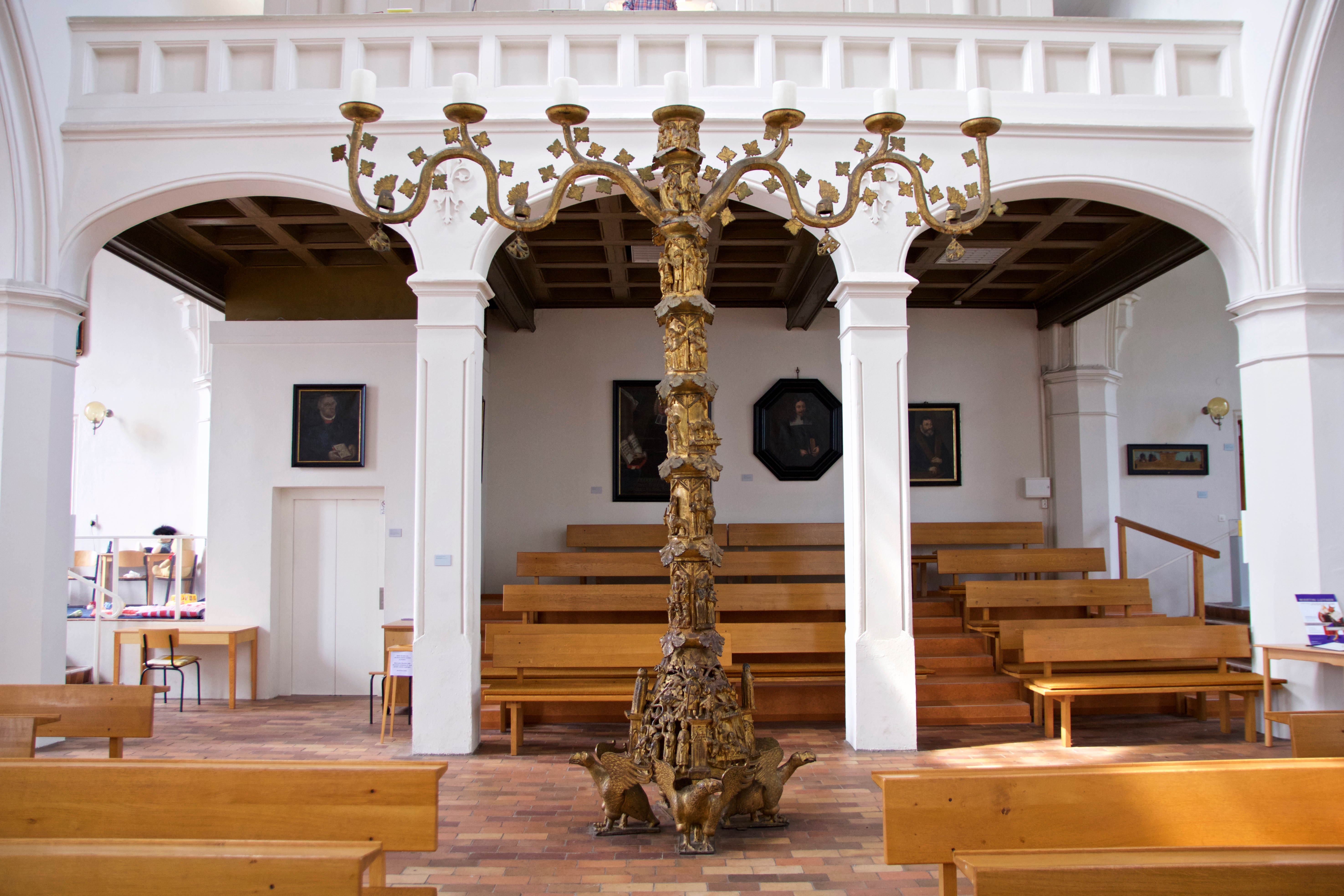
Frankfurtský svícen, původně z kostela Panny Marie
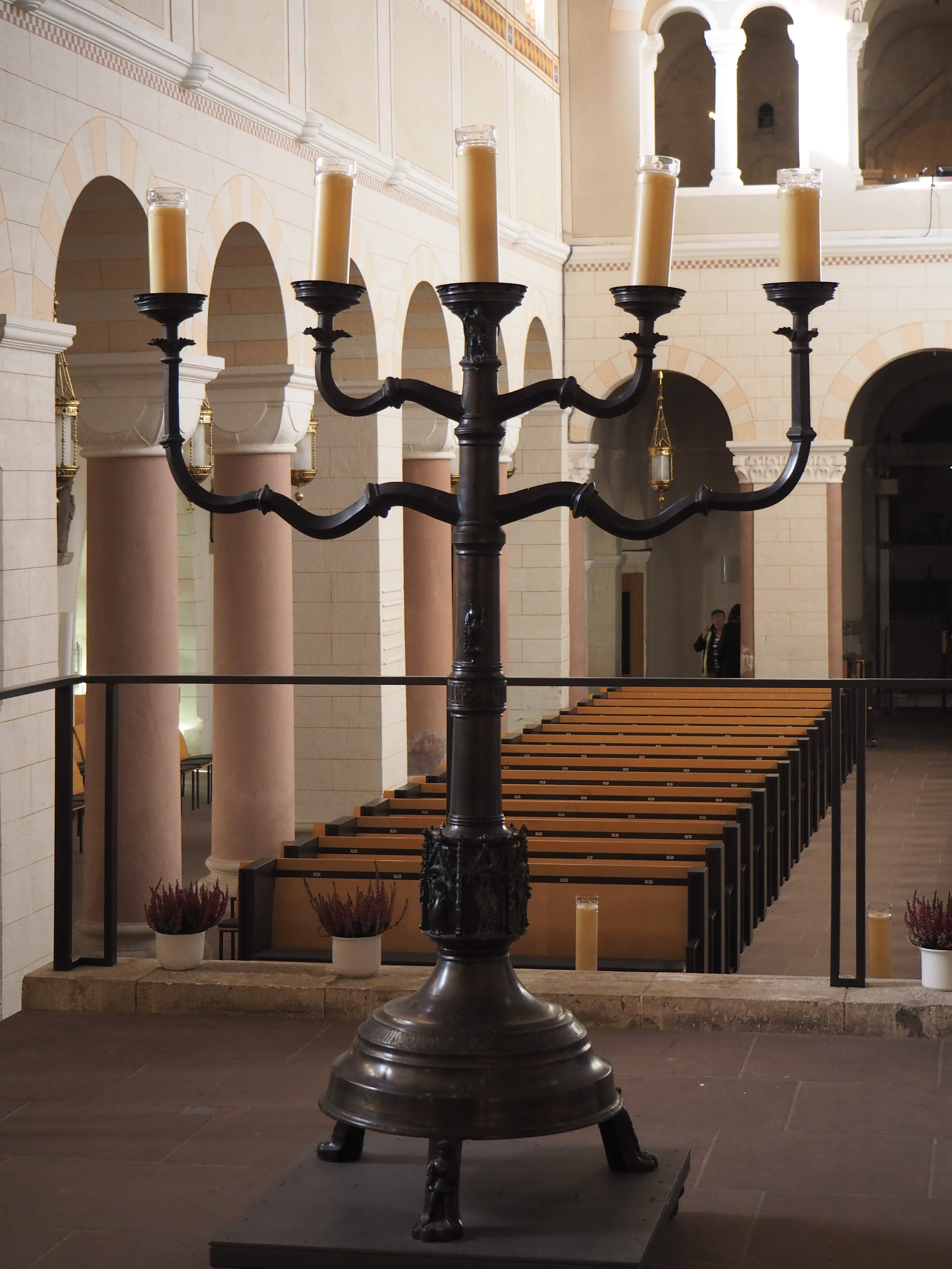
Svícen v klášterním kostele Bad Gandersheim

Gotické svícny podle něj vykazují několik charakteristik: oproti stromovitým románským svícnům je tvar kompaktnější; materiálem není již bronz, ale mosaz; části dříku a ramen nebývají propojeny zdobenými uzly, ale prstenci; tvar ramen vychází spíše z tvaru oslího hřbetu; misky na svíčky jsou až na výjimky v rovině a noha je oproti románským příkladům s draky a větvovím tvořena jednoduššími tvary – různě profilovaným nebo stupňovaným talířem. Samostatnou skupinou jsou svícny s konzistentní talířovitou nohou, která stojí na lvech – většinou třech nebo čtyřech, v případě brněnského či kolobřežského svícnu je talíř propojen se lvy navíc pomocí malých zvířecích hlav. U brněnského svícnu však lvi chybí.
Dana Stehlíková v katalogovém hesle ke svícnu shledává, že není možné jednoznačně rozhodnout jestli jde o import vlámského, porýnského nebo saského vzoru či o brněnskou napodobeninu a uvádí „dosavadní datování“ do 15. či začátku 16. století. Stehlíková rovněž polemizuje nad tím, jestli svícen není mladší kopií originálu, který mohl být roztaven pro válečné účely, jelikož na svícnu chybí jakékoliv nápisy či značky. Aleš Flídr konstatuje, že se svícen stylově řadí do pozdního středověku a navrhuje, že může jít o import z dolního Porýní či o brněnskou práci.

Podobné gotické svícny jsou v Kolobřehu (1327), Möllnu (1436), Werbenu (1487), Perlebergu (1475), Halberstadtu (1475), Lundu (2. pol. 15. st), Hamelnu (1490), Magdeburgu (1494). Stockholmu (konec 15. st.), Tallinu (1519) a Fürstenwaldu (1538).

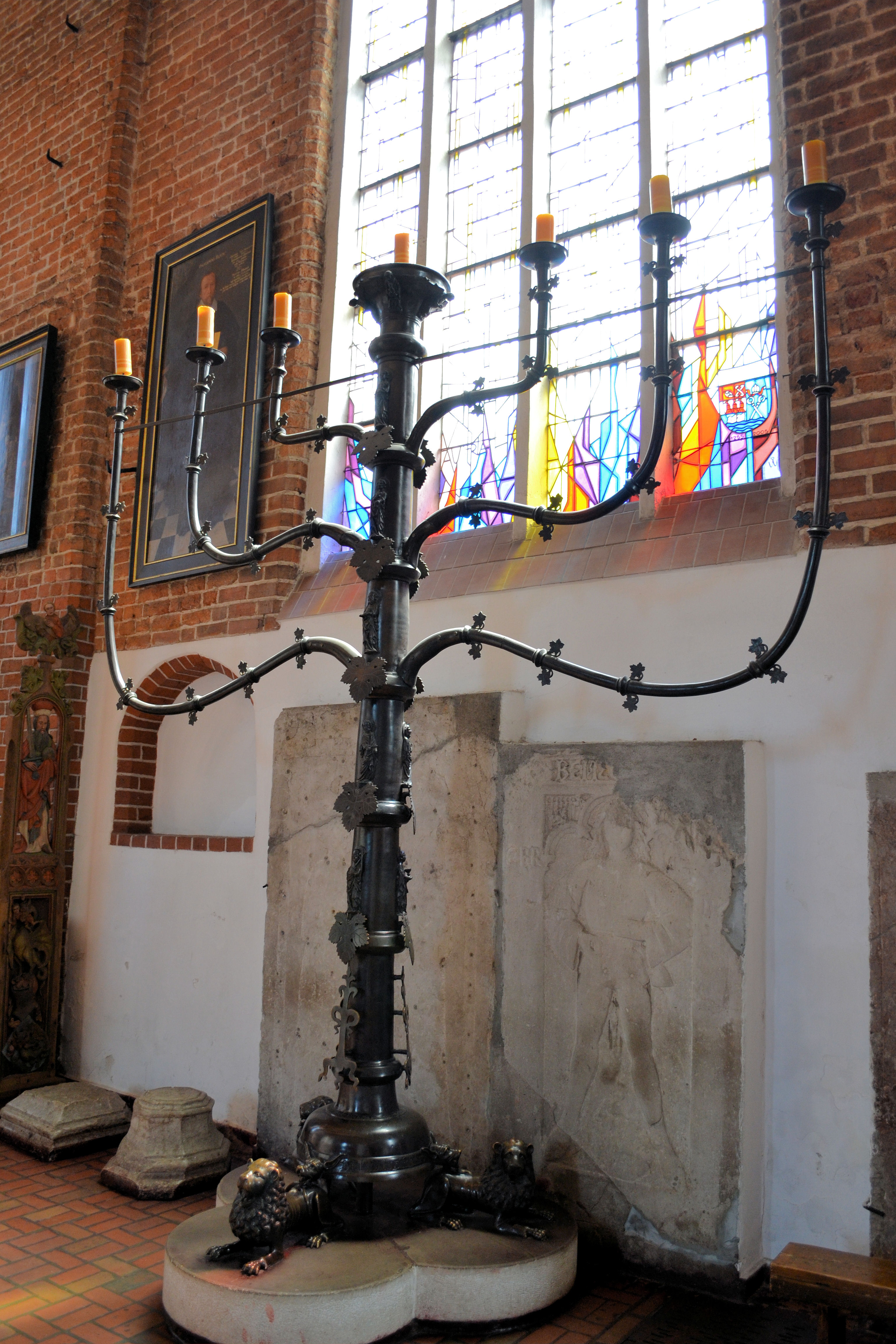
Sedmiramenný svícen v katedrále v Kolobřehu
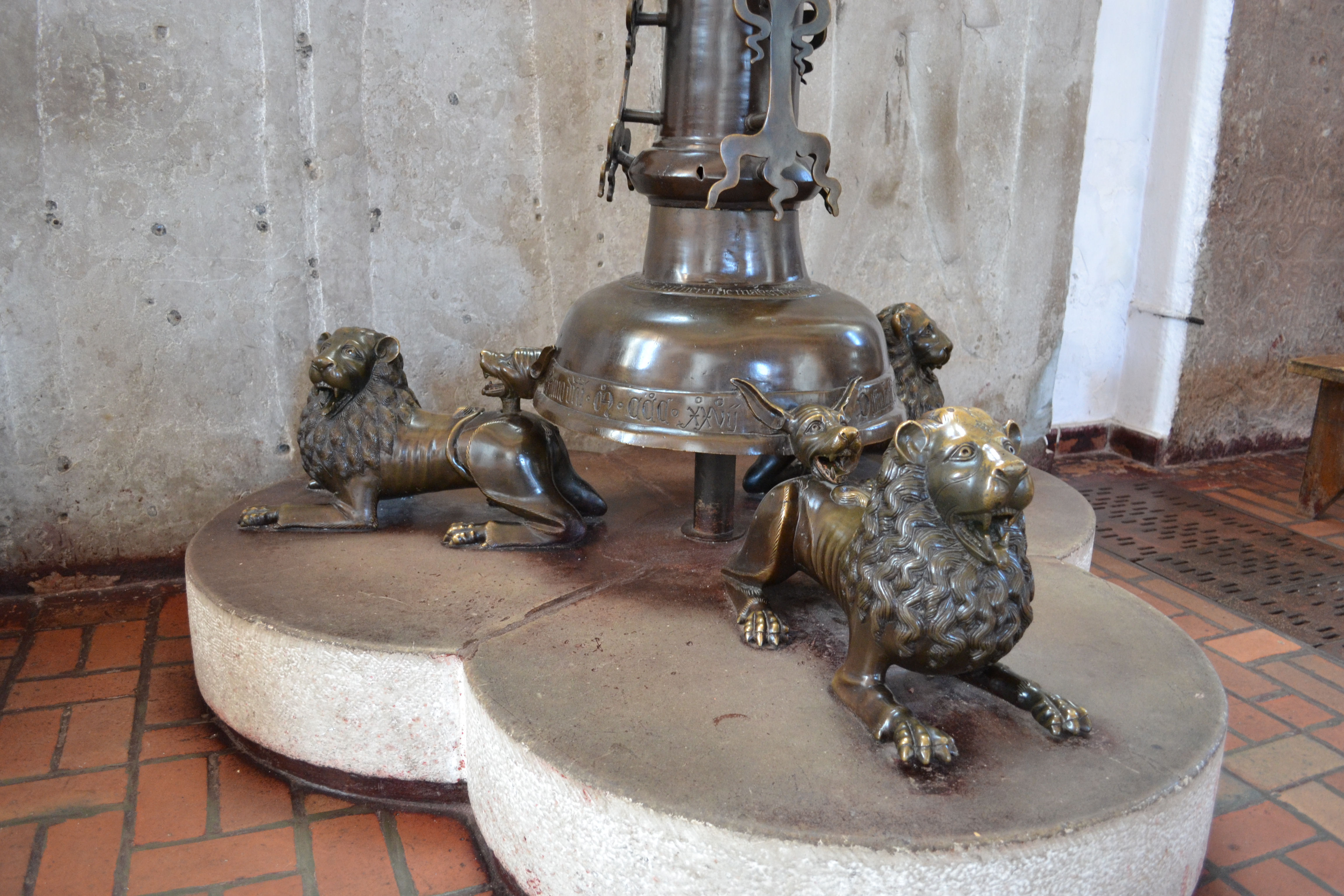
Detail svícnu v Kolobřehu
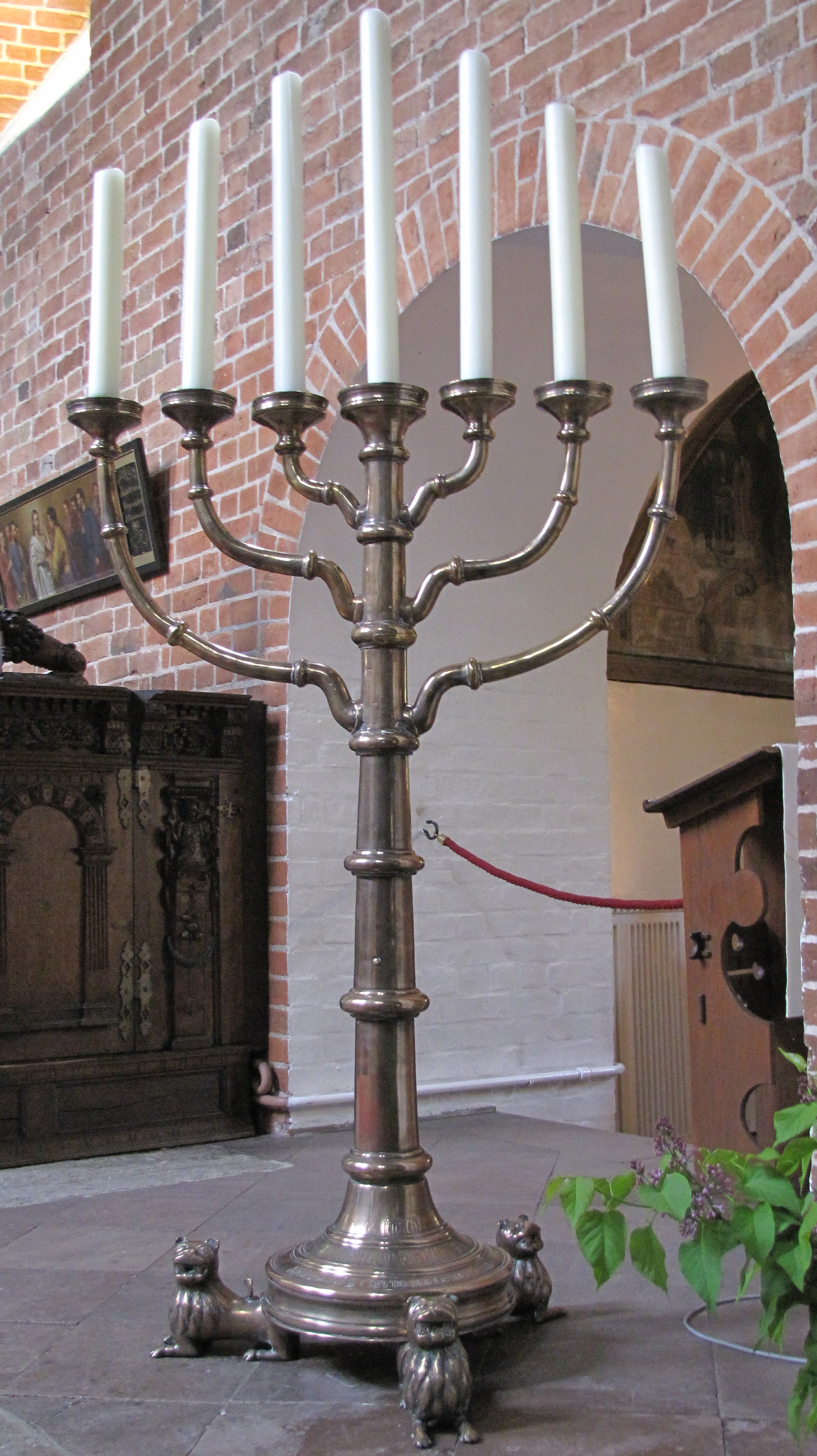
Sedmiramenný svícen v kostele sv. Mikuláše v Mölln
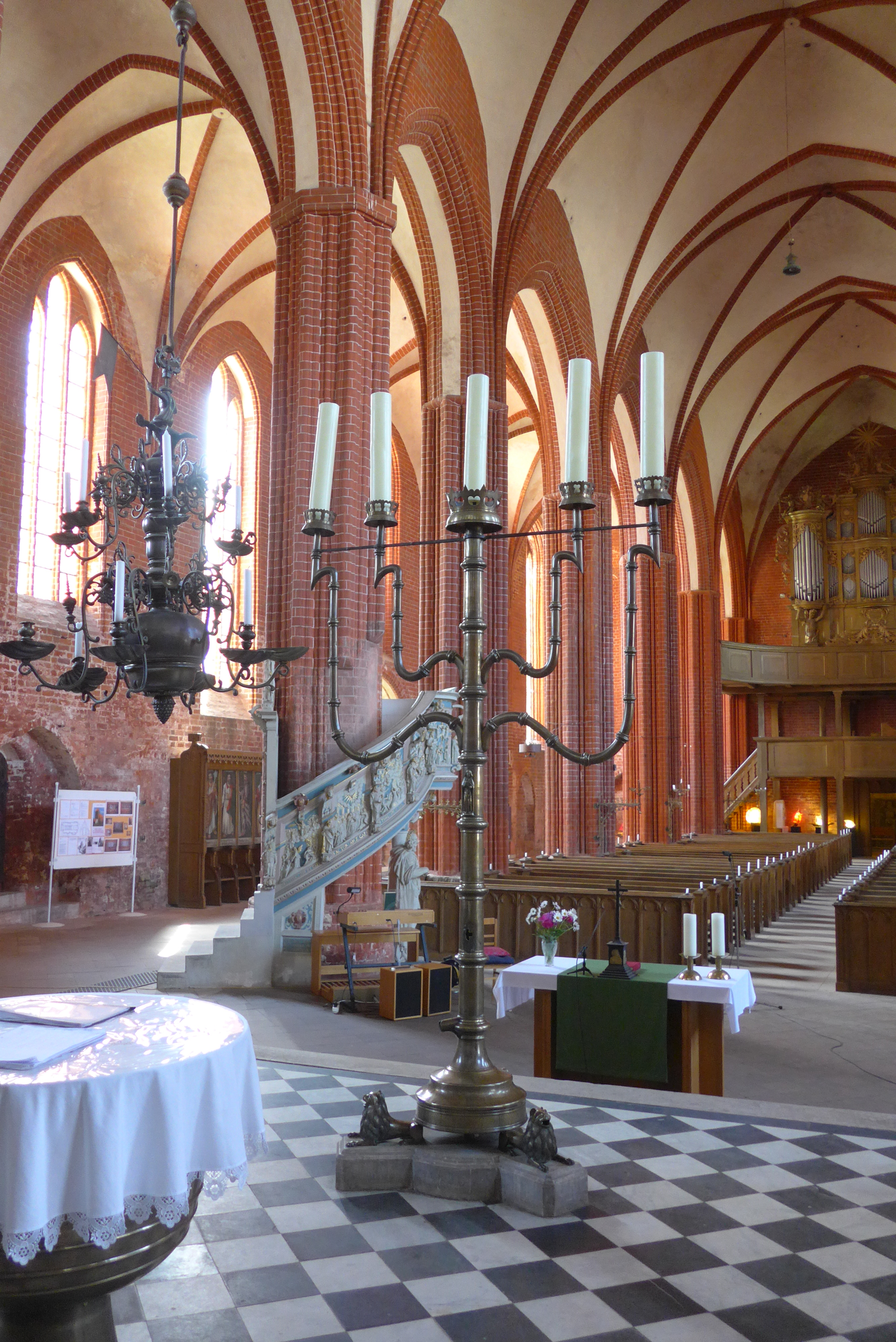
Pětiramenný svícen v kostele sv. Jana ve Werbenu
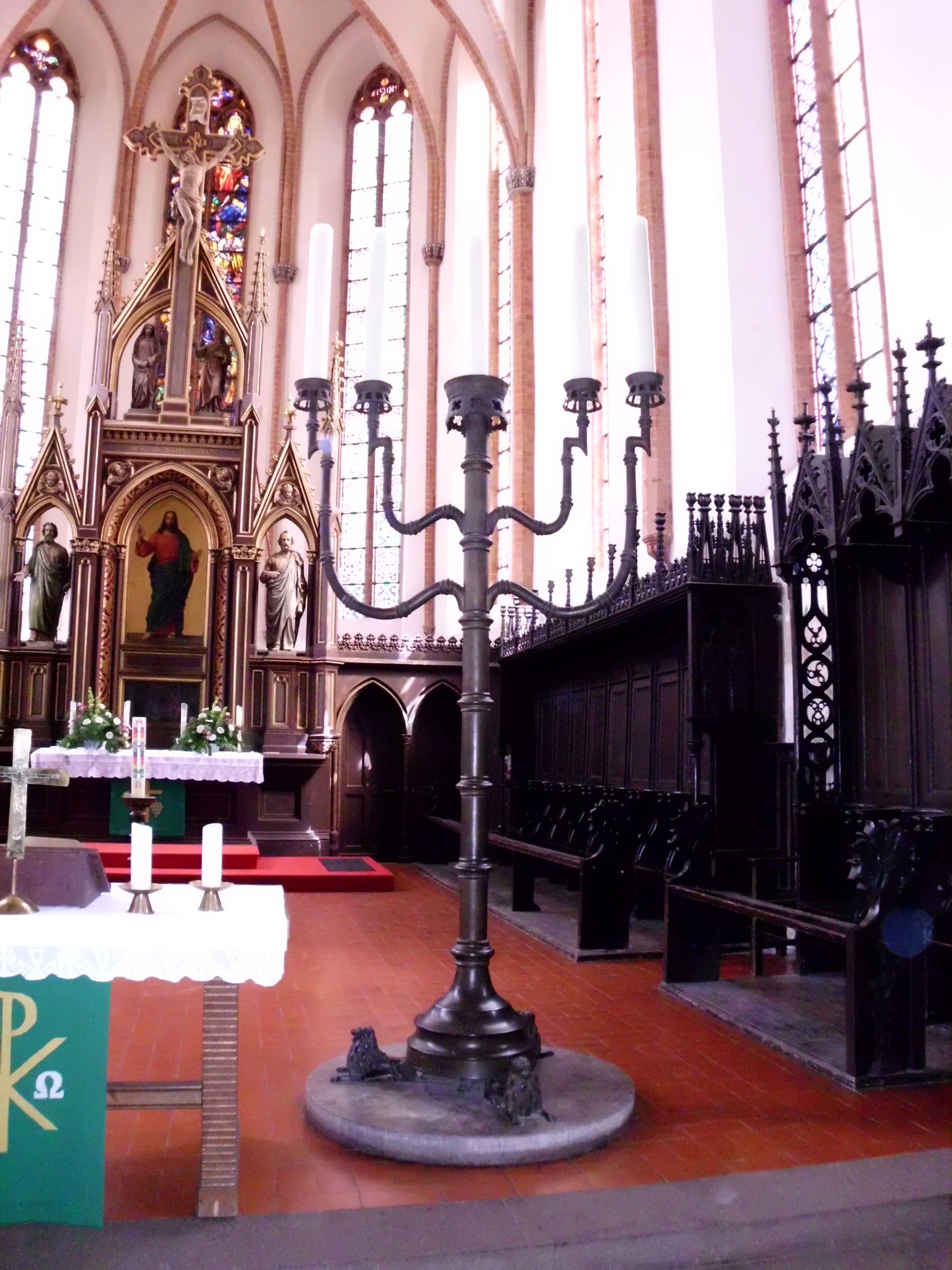
Pětiramenný svícen v kostele sv. Jakuba v Perlebergu
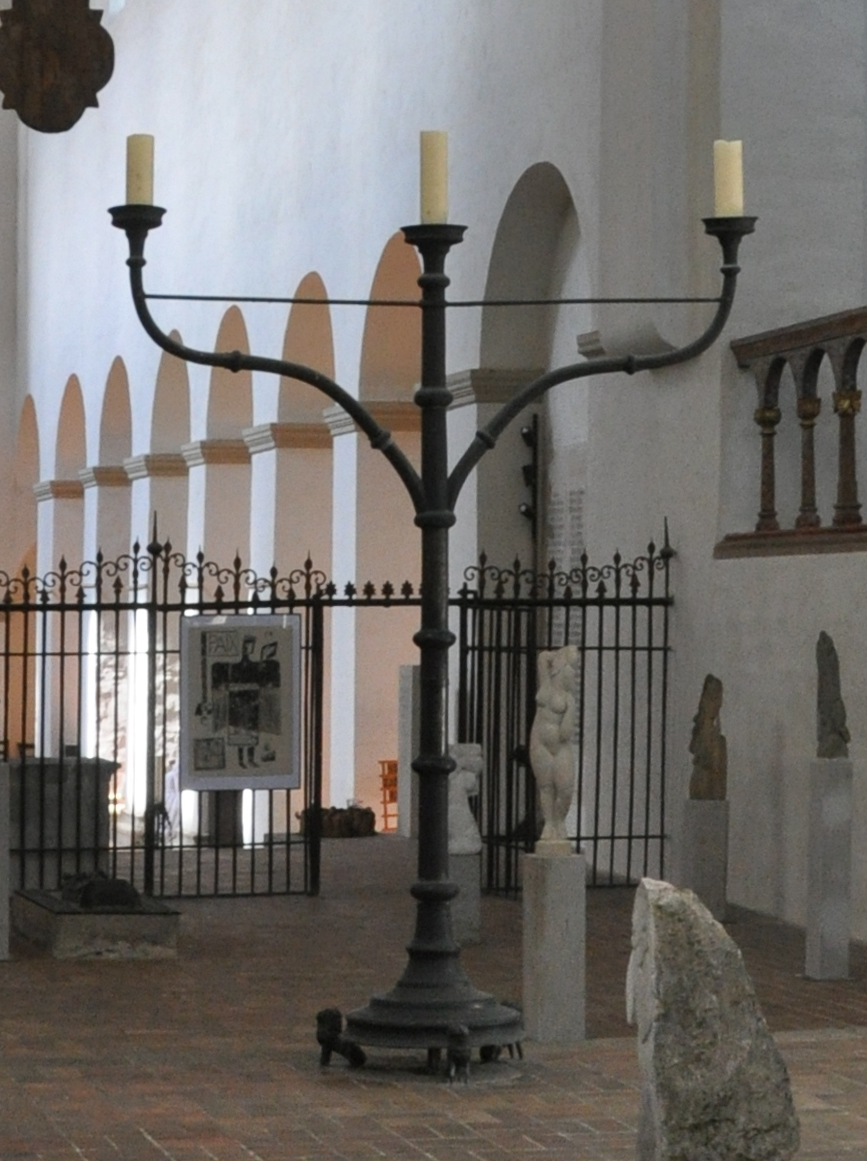
Tříramenný svícen v kostele P. Marie v Halberstadtu
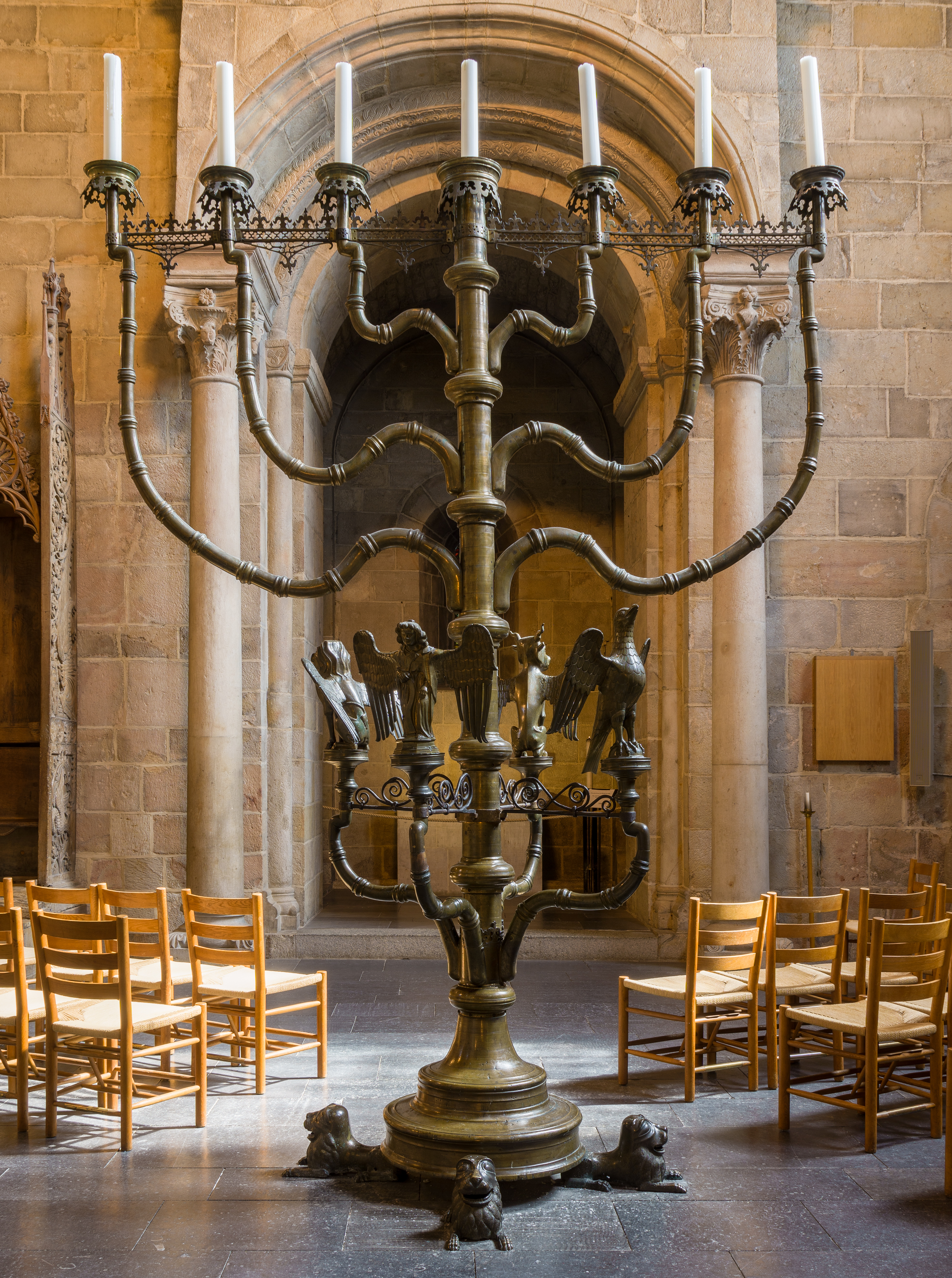
Sedmiramenný svícen v katedrále v Lundu
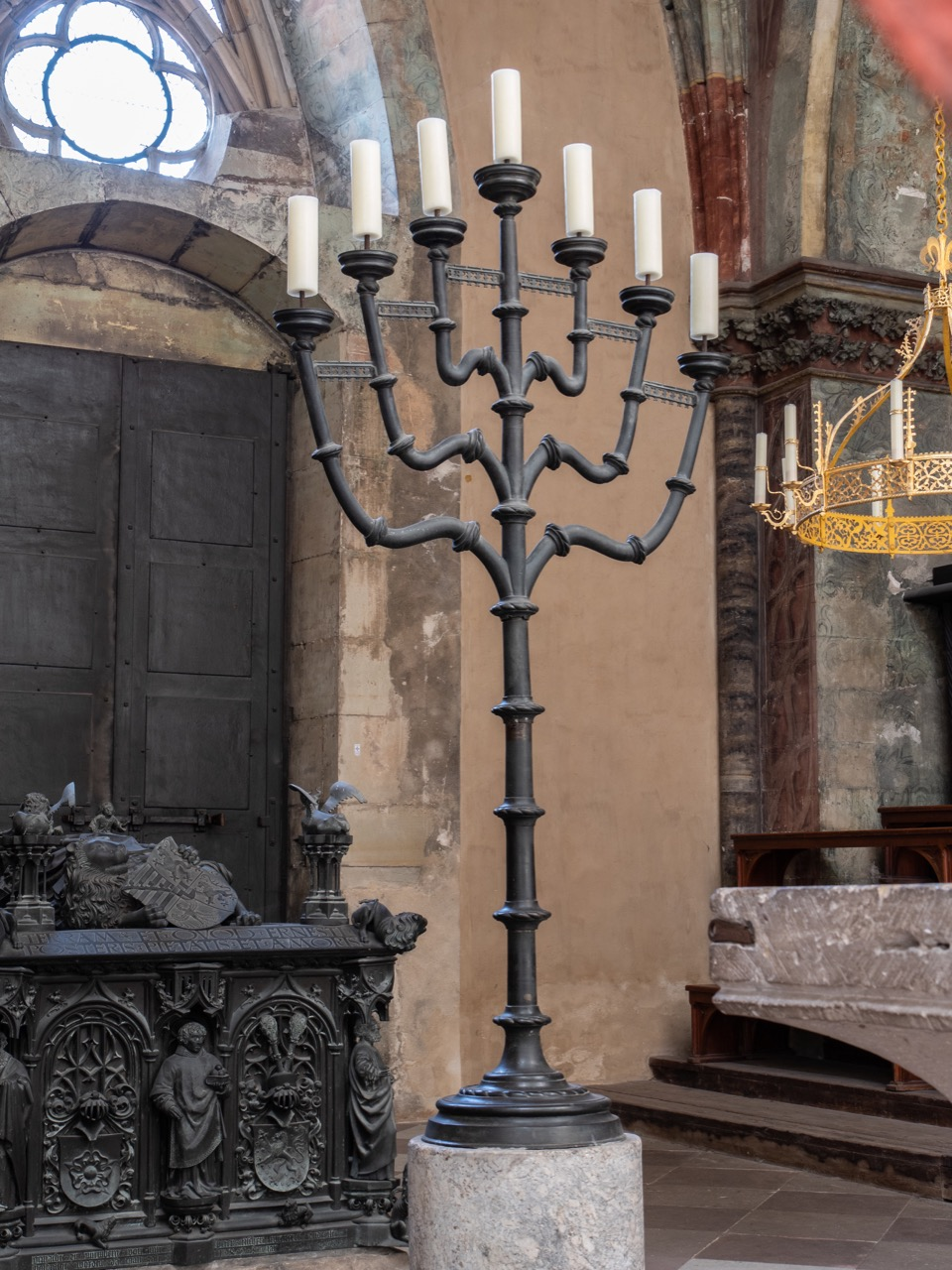
Svícen v Magdeburské katedrále
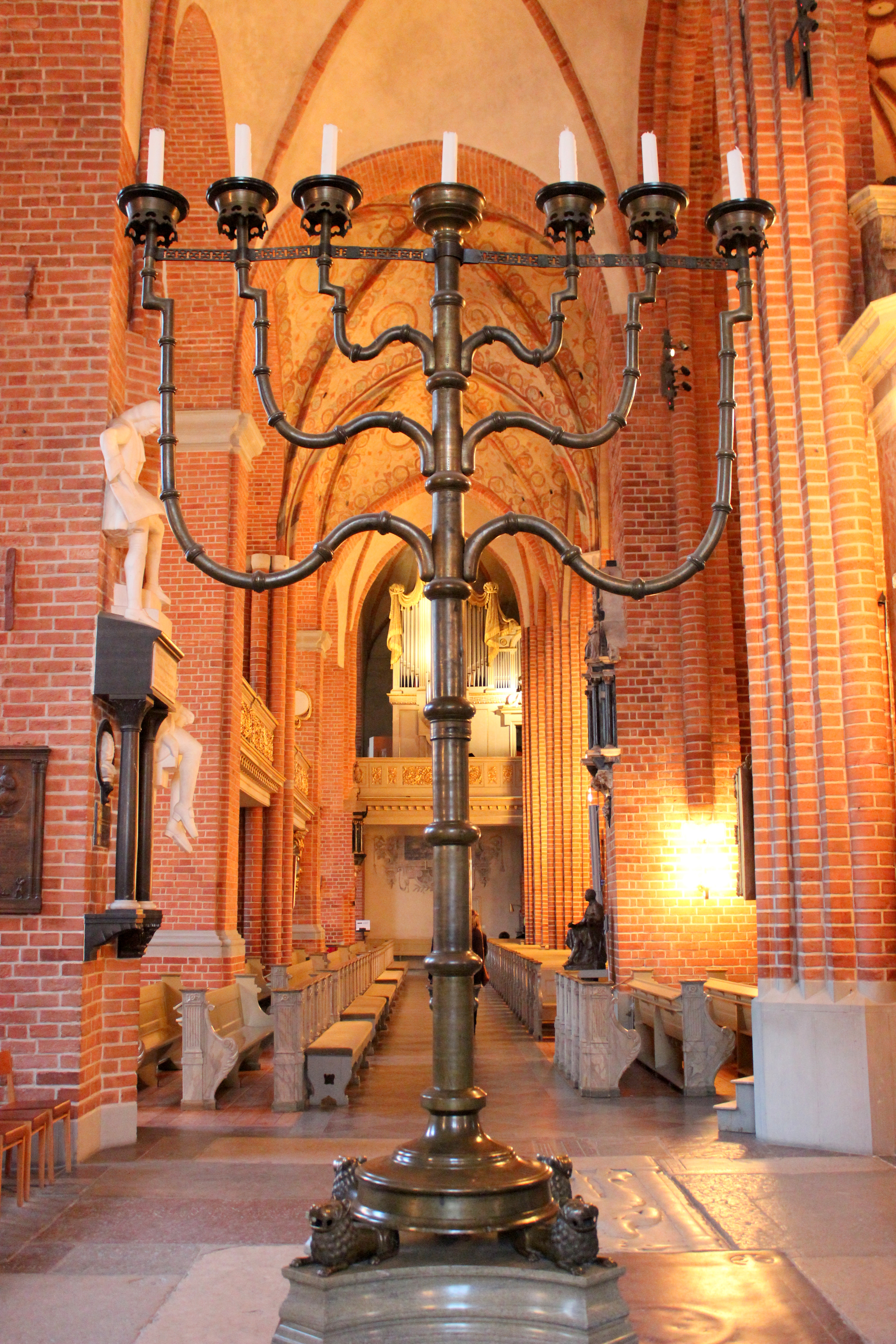
Sedmiramenný svícen v katedrále ve Stockholmu
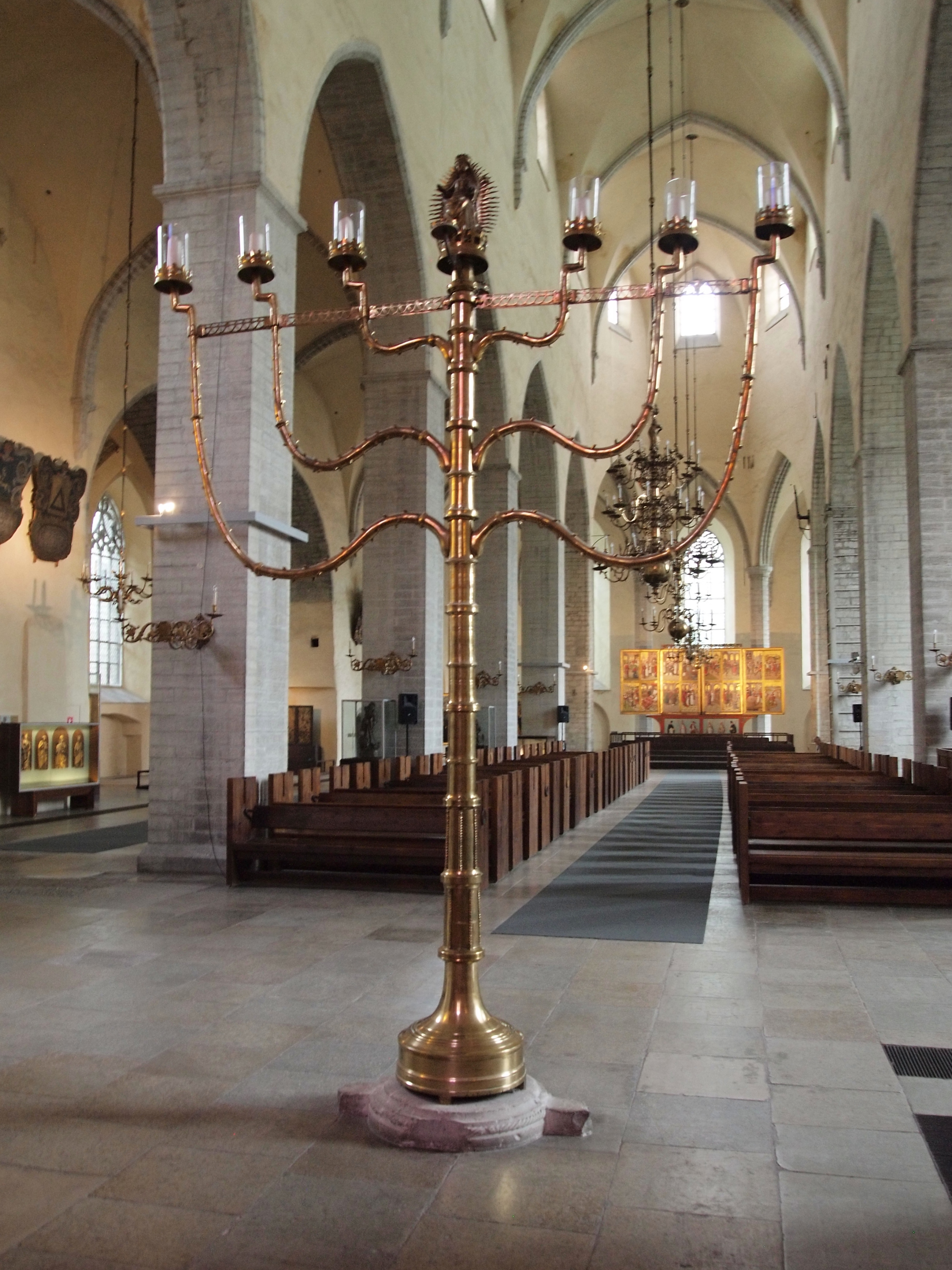
Sedmiramenný svícen v kostele sv. Mikuláše v Tallinu

## Význam
Účel svícnu není znám, podle Petera Blocha měly obecně sedmiramenné svícny v kostelích dvojí význam. Sedmiramenné svícny se začaly v kostelích objevovat v době vlády Karla Velikého, jenž Cáchy považoval za druhý Jeruzalém a svoji palácovou kapli za druhý Šalamounův chrám, v němž umístěný trůn napodoboval Šalamounův trůn. Tímto se Karel Veliký pomyslně pasoval na nového Šalamouna a vládce křesťanstva. Součástí odkazu na Šalamounův chrám byly rovněž sedmiramenné svícny, jenž se podle pramenů měly nacházet v chrámu v Aniane společně s archou úmluvy ve formě dutého oltáře a v chrámu ve Fuldě s archou ve formě relikviáře. Tato karolinská tradice zakládá na prvotním významu svícnu, připomínajícím menoru, který měl společně s archou úmluvy představovat Šalamounův chrám, prototyp všech chrámů víry. Zároveň svícen a archa souvisí s představou ecclessie (znamenající zároveň Církev i kostel) jako nového Chrámu, většího a dokonalejšího. Druhý význam získaly svícny ve dvanáctém století, kdy měly formu stromu, čímž měly představovat strom Jesseho podle Izajášovy vize. Svícen by v tomto případě představoval samotný strom a sedm svící by odkazovalo na sedm darů ducha svatého.

## Materiál
Z jakého kovu je svícen odlit není v literatuře jednoznačné. Starší literatura převážně uvádí, že je svícen mosazný, některé neodborné či současné prameny uvádí bronz. Jednoznačná materiálová analýza však dosud nebyla publikována.

## Vyobrazení v umění
Svícen je částečně zobrazen na medaili Lumíra Šindeláře Perla Moravy – dar Karlův (1978) za postavou Svatotomské madony.

## Výstavy
Svícen byl roku 1883 převezen na výstavu bronzu v Museu für Kunst und Industrie ve Vídni.